# SS Katowice (1926)
SS Katowice – polski masowiec zbudowany w latach międzywojennych we francuskiej stoczni Chantiers Navals Français. Bliźniaczymi statkami były SS „Wilno”, SS „Kraków”, SS „Poznań” oraz SS „Toruń”. Statki te, ze względu na kraj pochodzenia, nazywane były francuzami.

## Historia i rejsy

### Przed II wojną światową
Statek powstał w dokach nad kanałem La Manche we francuskiej stoczni Chantiers Navals Français w Blainville koło Caen. Nie jest znana data budowy, gdyż zanim został zakupiony przez polskiego armatora, pływał już wcześniej pod banderą francuską, nosząc nazwę „Vendemiaire”. Frachtowiec dowodzony przez kapitana Tadeusza Bramińskiego dobił po raz pierwszy do gdyńskiego nabrzeża 6 stycznia 1927 roku. Następnego dnia miała miejsce uroczystość podniesienia polskiej bandery. Jej poświęcenia dokonał ks. Ernest Jesionowski. W uroczystościach uczestniczył ówczesny minister przemysłu i handlu, budowniczy portu w Gdyni Eugeniusz Kwiatkowski. Węglowiec został przejęty przez Żeglugę Polską.
Statek pływał po Bałtyku i Morzu Północnym do portów w Szwecji i do brytyjskiego Preston. Rzadko wyruszał na wody Morza Śródziemnego. 23 sierpnia 1939 wypłynął z Gdańska do Włoch dowodzony przez kpt. Bohdana Gawęckiego.

### Lata II wojny światowej
Port w Genui SS „Katowice” opuścił nocą 25 września płynąc do Marsylii. 18 listopada wziął kurs na Sète. Od tego momentu statek zaczął służyć we francuskiej Mission des Transports Maritimes.
W roku 1940, po klęsce Francji przeszedł pod angielskie dowództwo, nadal nosząc polską banderę. Pływał m.in. do Kanady. Pod koniec wojny obsługiwał porty u wybrzeży Anglii. Brał udział w alianckiej inwazji Normandii.

### Lata powojenne
Po kapitulacji Niemiec statek znalazł się w stoczni w Kingston. Pływał jakiś czas pod banderą brytyjską, ale w końcu postanowiono oddać go Polsce. Jednostka opuściła Londyn 22 września 1945 roku, by po kilku dniach dotrzeć do Gdyni. Dowodził nią wówczas kpt. Kazimierz Ostapowicz.
Po wojnie bazą statku stał się Szczecin. Masowiec, aż do zatonięcia, przewoził węgiel i operował w trampingu krótkiego zasięgu.
1 marca 1949 roku na Morzu Północnym, nieopodal brzegów holenderskiej wyspy Terschelling w archipelagu Wysp Zachodniofryzyjskich, w silnym sztormie statek został zepchnięty na mieliznę, przełamał się na dwie części i zatonął, szczęśliwie bez ofiar w ludziach. Załogę statku uratowali ratownicy holenderscy na łodzi „Brandaris”, bazującej na wyspie Terschelling.